# El Genovés
El Genovés is een gemeente in de Spaanse provincie Valencia in de regio Valencia met een oppervlakte van 15 km². El Genovés telt 2.809 inwoners (1 januari 2016).

## Geboren in El Genovés
- Anna Sanchis (1987), wielrenster

Ademuz · Ador · Agullent · Aielo de Malferit · Aielo de Rugat · Alaquàs · Albaida · Albal · Albalat de la Ribera · Albalat dels Sorells · Albalat dels Tarongers · Alberic · Alborache · Alboraia · Albuixech · Alcàntera de Xúquer · Alcàsser · Alcublas · Aldaia · Alfafar · Alfara de la Baronia · Alfara del Patriarca · Alfarp · Alfarrasí · Alfauir · Algar de Palancia · Algemesí · Algímia d'Alfara · Alginet · Almàssera · Almiserà · Almoines · Almussafes · Alpuente · Alzira · Andilla · Anna · Antella · Aras de los Olmos · Atzeneta d'Albaida · Ayora · Barx · Barxeta · Bèlgida · Bellreguard · Bellús · Benagéber · Benaguasil · Benavites · Beneixida · Benetússer · Beniarjó · Beniatjar · Benicolet · Benicull de Xúquer · Benifaió · Benifairó de la Valldigna · Benifairó de les Valls · Beniflà · Benigànim · Benimodo · Benimuslem · Beniparrell · Benirredrà · Benissanó · Benissoda · Benissuera · Bétera · Bicorp · Bocairent · Bolbaite · Bonrepòs i Mirambell · Bufali · Bugarra · Buñol · Burjassot · Calles · Camporrobles · Canals · Canet d'En Berenguer · Carcaixent · Càrcer · Carlet · Carrícola · Casas Altas · Casas Bajas · Casinos · Castelló · Castelló de Rugat · Castellonet de la Conquesta · Castielfabib · Catadau · Catarroja · Caudete de las Fuentes · Cerdà · Chella · Chelva · Chera · Cheste · Chiva · Chulilla · Cofrentes · Corbera · Cortes de Pallás · Cotes · Cullera · Daimús · Domeño · Dos Aguas · El Genovés · El Palomar · El Puig de Santa Maria · El Real de Gandia · Emperador · Enguera · Estivella · Estubeny · Faura · Favara · Foios · Fontanars dels Alforins · Fortaleny · Fuenterrobles · Gandia · Gátova · Gavarda · Gestalgar · Gilet · Godella · Godelleta · Guadasséquies · Guadassuar · Guardamar de la Safor · Higueruelas · Jalance · Jarafuel · L'Alcúdia · L'Alcúdia de Crespins · L'Alqueria de la Comtessa · L'Eliana · L'Ènova · L'Olleria · La Font d'En Carròs · La Font de la Figuera · La Granja de la Costera · La Llosa de Ranes · La Pobla de Farnals · La Pobla de Vallbona · La Pobla del Duc · La Pobla Llarga · La Yesa · Llanera de Ranes · Llaurí · Llíria · Llocnou d'En Fenollet · Llocnou de la Corona · Llocnou de Sant Jeroni · Llombai · Llutxent · Loriguilla · Losa del Obispo · Macastre · Manises · Manuel · Marines · Massalavés · Massalfassar · Massamagrell · Massanassa · Meliana · Millares · Miramar · Mislata · Mogente · Moncada · Montaverner · Montesa · Montichelvo · Montroy · Montserrat · Museros · Náquera · Navarrés · Novelé · Oliva · Olocau · Ontinyent · Otos · Paiporta · Palma de Gandía · Palmera · Paterna · Pedralba · Petrés · Picanya · Picassent · Piles · Pinet · Polinyà de Xúquer · Potries · Puçol · Puebla de San Miguel · Quart de les Valls · Quart de Poblet · Quartell · Quatretonda · Quesa · Rafelbunyol · Rafelcofer · Rafelguaraf · Ráfol de Salem · Real · Requena · Riba-roja de Túria · Riola · Rocafort · Rotglà i Corberà · Ròtova · Rugat · Sagunto · Salem · San Antonio de Benagéber · Sant Joanet · Sedaví · Segart · Sellent · Sempere · Senyera · Serra · Siete Aguas · Silla · Simat de la Valldigna · Sinarcas · Sollana · Sot de Chera · Sueca · Sumacàrcer · Tavernes Blanques · Tavernes de la Valldigna · Teresa de Cofrentes · Terrateig · Titaguas · Torrebaja · Torrella · Torrent · Torres Torres · Tous · Tuéjar · Turís · Utiel · València · Vallada · Vallanca · Vallés · Venta del Moro · Vilamarxant · Villalonga · Villar del Arzobispo · Villargordo del Cabriel · Vinalesa · Xàtiva · Xeraco · Xeresa · Xirivella · Yátova · Zarra